# رياض منصور
رياض منصور (21 مايو 1947 – ) دبلوماسي فلسطيني، يشغل منصب مندوب فلسطين الدائم لدى الأمم المتحدة منذ 17 سبتمبر 2005.
شغل منصور منصب نائب المراقب الدائم لفلسطين لدى الأمم المتحدة من عام 1983 إلى عام 1994. وفي عام 2005، عينه رئيس السلطة الوطنية الفلسطينية محمود عباس خلفًا لناصر القدوة في منصب المراقب الدائم لفلسطين لدى الأمم المتحدة.
في عهد منصور، تغيرت بعثة المراقبة الدائمة لفلسطين لدى الأمم المتحدة من "كيان" إلى "دولة مراقبة غير عضو" في 29 نوفمبر 2012.
انتقل والد منصور إلى الولايات المتحدة في الخمسينيات كلاجئ وأصبح عاملاً في صناعة الصلب في ولاية أوهايو. أرسل فيما بعد في طلب أبنائه السبعة من الضفة الغربية، ومن بينهم رياض، الذي ولد في 21 مايو/أيار 1947. عاشت العائلة اللاجئة في رام الله، في الأراضي الفلسطينية المحتلة.
حصل على درجة بكالوريوس الآداب في الفلسفة ودرجة الماجستير في العلوم في الإرشاد التربوي من جامعة ولاية يونغستاون، ودرجة الدكتوراه في الإرشاد من جامعة أكرون. وفي عام 2002، عمل منصور كأستاذ مساعد في قسم العلوم السياسية بجامعة سنترال فلوريدا.